# 黄永阜
黄 永阜（こう えいふ、ホアン・ヨンフー、1924年1月16日 - 2024年1月23日）は、台湾台中市の観光名所「彩虹眷村（レインボー・ビレッジ）」の壁画アート制作者。人々からは「彩虹爺爺（虹のお爺さん）」と呼ばれている。祖籍は中華民国広東省台山県。

## 人物
父の王平は日中戦争で日本軍との交戦中に戦死、永阜は6人の兄弟姉妹で長男だった。幼少時から武術や七星鼓を習い、青年時には中国青年軍に入隊し、戦後は香港の九龍調景嶺に定住、就業していた。
国共内戦時には海南島で兵として任務に従事。1950年、国民政府が台湾へ撤退するのに合わせて屏東県に移住する。その後は中華民国空軍に所属。金門砲戦で左肩に被弾して負傷。退院後は台中の坪林陸軍新兵訓練中心で班長として文書処理業務に携わり1979年に退任した。
その後、実弟で香港在住の孔輝が30万ニュー台湾ドルを援助、自己資金を合わせて現在の彩虹眷村にある家屋を購入した。55歳で退役後も余力を自覚していた永阜は台中工業区や嶺東科技大学で警備員として就業、日中戦争や金門砲戦での貢献を認められて2015年に抗戦勝利紀念章を、2016年には保衛台湾紀念章を受章している。
2024年1月23日に台中市内で死去。100歳没。

## 作品

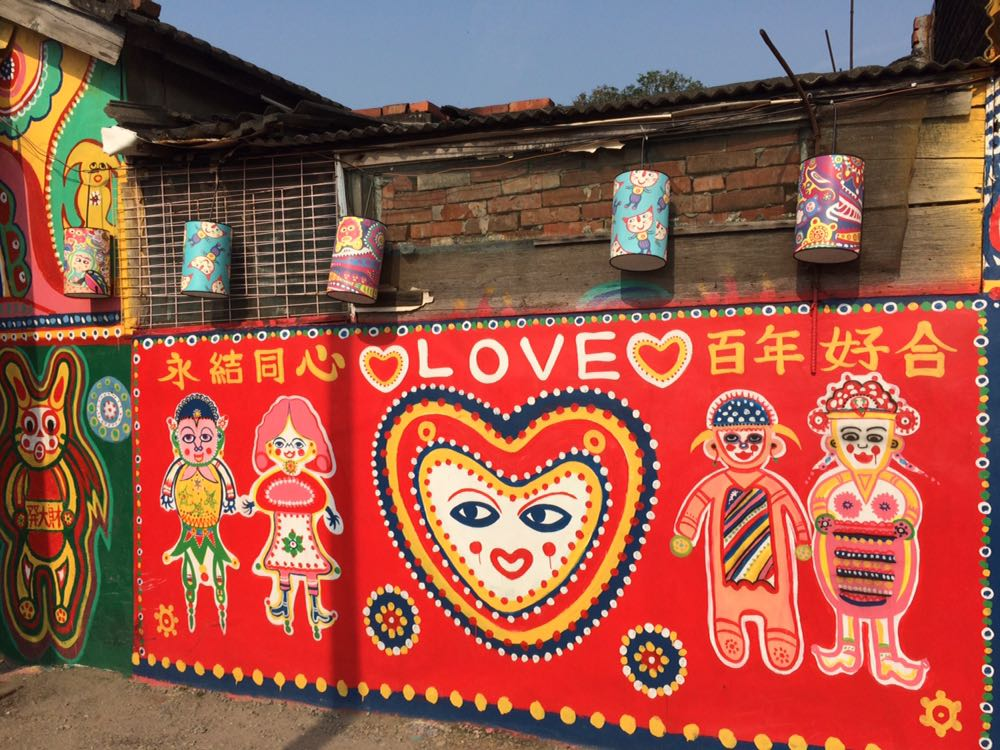
彩虹眷村の作品

永阜は2008年8月から壁画アートを手掛けるようになり、2010年9月に民間に「搶救彩虹村」活動が広がるまでになった。彩虹村は取り壊しを免れ「彩虹芸術公園」として保存されている。また、一般人のクチコミや市政府の観光案内サイトで推薦されるようになったことで、インターネットでの人気が急上昇し、知名度も向上した。台中市政府は永阜が90歳近くでネットに明るくない事情を踏まえ、民間に公式サイト制作を委託した。
そして作品の理念とマーケティング、グッズ制作販売を行うボランティアの参加を呼び掛けた。官民による数々の支援は作画活動だけでなく建築物の維持補修にも及び、2011年に栄民医院の看護師だった女性と結婚も実現するなど、永阜を取り巻く人生は大きく変わった。
国立故宮博物院の「乾隆特展」では永阜を台湾の100大芸術家のトップとして扱った。
2016年には台中市政府が故郷の香港向けに観光親善大使就任を要請、他にも自身が高齢にもかかわらず民間の老人ホームなどに慈善活動を積極的に行っている。現在も午前3時に起床して作品を描き続けている。写真を頼まれてもVサイン姿で気軽に応じるなど訪問する観光客を歓迎している。